# Garanas
Garanas là một đô thị thuộc huyện Deutschlandsberg thuộc bang Steiermark, nước Áo. Đô thị Garanas có diện tích 59,9 km², dân số thời điểm năm 2005 là 295 người.